# マイク・サイダル
マイク・サイダル（Mike Sydal、1984年2月23日 - ）は、アメリカ合衆国のプロレスラー。ミズーリ州セントルイス出身。
本名はマイケル・コークラン（Michael Korklan）。兄に同じくプロレスラーのマット・サイダルがいる。

## 来歴
2008年2月10日、プロレスラーデビューを果たす。アイオワ州を拠点とする3XW（3XWrestling）にてキャリアを積む。
2009年8月1日、フロリダ州を拠点とするFIP（Full Impact Pro）のHeatstroke 2009に参戦。クリス・ジョーンズと対戦。終盤にムーンサルトプレスを決めようとするがカウンターのドロップキックからフライング・クロスボディへと繋げられ、最後にアサイDDTを決められ敗戦。同月8日、ペンシルベニア州を拠点とするCZWのA Tangled Web 2に参戦。8wayエアリアルアサルトマッチに出場するが勝利を飾ることが出来なかった。同月21日、3XW King Of Des Moines 2009にてザック・トンプソンとハイフライヤーズ（High Flyers）なるタッグチームを結成して3XWタッグ王座を保持するジェントルマンズクラブ（ゲージ・オクターン & マーク・スターリング）に挑戦。勝利してベルトを獲得。
2010年8月30日、ROH on HDNetにてエディ・エドワーズと10ミニットハントマッチを行うが試合開始と同時に脚を取られるとアキレスロックを極められ、わずか36秒で敗戦した。8月28日、ペンシルベニア州を拠点とするCHIKARAのYoung Lions Cup VIIIにエントリー。一回戦で矢野啓太と対戦。最後にブリッジング・フロントフェイスロックを決められ敗戦。10月4日、ROH on HDNetにてタイラー・ブラックと対戦。試合開始時に挑発され低空ドロップキックを決めるが、それ以降は一方的にやられ最後にゴッズ・ラスト・ギフトを決められ敗戦した。
2011年7月14日、ペンシルベニア州を拠点とするIWC（International Wrestling Cartel）のMountain State Madness 2011に参戦。ローガン・シューロと対戦。終盤にシューロのダブルストンプを避けるとサンセットフリップを決めて勝利した。9月9日、DRAGON GATE USA Chasing the Dragon 2011にてエリミネーションマッチに出場。コークスクリュームーンサルトやウラカン・ラナなどの大技を出して観客を魅了するもブロディ・リーよりパワーボムを喰らい敗戦した。
2012年9月8日、ROH on SBGにてマイケル・ベネットと対戦。終盤にスタンディング・ムーンサルトを決めるがカウント2で返され、ボックス・オフィス・スマッシュを喰らうがフォールしなかったベネットの隙を突いてカウントアウト勝利を決めた。12月8日、カンザス州を拠点とするMPW（Metro Pro Wrestling）に参戦。MPWカンザスヘビー級王座を保持するブラッドリー・チャールズに挑戦。勝利してベルトを奪取した。
2013年1月19日、ROH on SBG Top Prospects Tournament 2013にエントリー。一回戦でQTマーシャルと対戦。最後にスタンディング・ムーンサルトを膝での剣山でカウンターを喰らうとゴッズ・ラスト・ギフトを決められ敗戦した。6月、ROHでジズー・ミドゥーと#PartyBoysなるタッグチームを結成し、タッグ戦線に進出。
9月、日本の団体であるDRAGON GATEに参戦。初来日を果たす。連敗が続くが10月4日のU-T、同月13日のリョーツ清水との対戦で引き分けという結果を上げた。
2015年1月31日、MPWにてMPWカンザスヘビー級王座を保持するタイラー・クックに挑戦。勝利してベルトを奪取した。
6月、DRAGON GATEに参戦。7月7日、マット・サイダルと兄弟タッグを組んでYAMATO & パンチ富永と対戦。最後にマットが富永にシューティング・サイダル・プレスを決めて勝利した。同月20日、KOBEプロレスフェスティバル2015にてスペル・シーサー & しゃちほこBOYと組んでU-T & Kotoka & エル・リンダマンと対戦。最後にスペル・シーサーがエル・リンダマンにヨシタニックを決めて勝利した。
2016年4月23日、イリノイ州を拠点とするHRW（High Risk Wrestling）のHRW It's Good To Be The Kingに参戦。HRW王座争奪トーナメントにエントリー。準決勝でタイラー・コープランド、決勝でエルビス・アリアーガに勝利して優勝。ベルトを獲得した。
7月、DRAGON GATEに参戦。同月7日、斎藤 "ジミー" 了 & 堀口元気H.A.Gee.Mee!!と組んで新井健一郎 & ジミー・クネスJ.K.S. & ジミー・神田でジミーズ対決を行い、最後にクネスが堀口にバックスライド・タイムズを決めて勝利した。

## その他
- 兄弟であるマット・コークランはDRAGON GATEにて弟として扱われているが[22]、マットは1983年3月19日生[23]、マイクは1984年2月23日生である為に実際は兄になる[24]。
- ヨガのインストラクターとして勤務している[25]。

## 得意技
シューティング・スター・プレス
エクスプロージョン・ムーンサルト
スタンディング・ムーンサルトプレス
セイ・ヒーロー・トゥ・ヘブン
ムーンサルトプレス
ヨガサルト
持参したヨガマットの両端を持ち、マットを広げてムーンサルトプレスを仕掛ける。
シャックラーズリベンジ
ムタロック
DRAGON GATEではナマステロックの技名でフィニッシャーとして使用。
ドロップキック
スタナー

## タイトル歴
3XW
- 3XWタッグ王座 : 1回

w / ザック・トンプソン
MPW
- MPWカンザスヘビー級王座 : 2回

HVW（High Voltage Wrestling）
- HVWライブワイア王座 : 1回

LWA（Lethal Wrestling Alliance）
- LWAタッグ王座 : 1回

w / ブランドン・アーロンズ

## 入場曲
- Hereafter - Damn Valentines
- Paradise City - Guns N' Roses